# Tuenno
Tuenno is een gemeente in de Italiaanse provincie Trente (regio Trentino-Zuid-Tirol) en telt 2291 inwoners (31-12-2004). De oppervlakte bedraagt 70,7 km², de bevolkingsdichtheid is 32 inwoners per km².

## Demografie
Tuenno telt ongeveer 894 huishoudens. Het aantal inwoners steeg in de periode 1991-2001 met 0,2% volgens cijfers uit de tienjaarlijkse volkstellingen van ISTAT.
| Jaar | Inwoneraantal |
| ---- | ------------- |
| 1991 | 2214          |
| 2001 | 2219          |

## Geografie
De gemeente ligt op ongeveer 630 m boven zeeniveau.
Tuenno grenst aan de volgende gemeenten: Cles, Tassullo, Dimaro, Nanno, Terres, Flavon, Denno, Cunevo, Campodenno, Ragoli, Spormaggiore, Molveno.